# جاك فيليبس (لاعب كرة قاعدة أمريكي)
جاك فيليبس (بالإنجليزية: Jack Phillips)‏ هو لاعب كرة قاعدة أمريكي، ولد في 6 سبتمبر 1921 في كلارنس في الولايات المتحدة، وتوفي في 30 أغسطس 2009 في تشيلسي في الولايات المتحدة.

## وصلات خارجية
- جاك فيليبس (لاعب كرة قاعدة أمريكي) على موقعبيزبول رفرنس.كوم (الدوري الرئيسي) (الإنجليزية)
- جاك فيليبس (لاعب كرة قاعدة أمريكي) على موقعبيزبول رفرنس.كوم (الدوري الثانوي) (الإنجليزية)